# Unicodeblock Takri
Der Unicodeblock Takri (U+11680 bis U+116CF) enthält die Takri-Schrift, die noch bis in die 1940er zur Schreibung des Dogri in Kaschmir verwendet wurde.

## Liste
| Unicodenummer   | Zeichen (400 %) | Kategorie                               | Bidirektionale Klasse       | Offizielle Bezeichnung   | Beschreibung              |
| --------------- | --------------- | --------------------------------------- | --------------------------- | ------------------------ | ------------------------- |
| U+11680 (71296) | 𑚀               | anderer Buchstabe, Silbe oder Ideogramm | links nach rechts           | TAKRI LETTER A           | Takri-Buchstabe A         |
| U+11681 (71297) | 𑚁               | anderer Buchstabe, Silbe oder Ideogramm | links nach rechts           | TAKRI LETTER AA          | Takri-Buchstabe Aa        |
| U+11682 (71298) | 𑚂               | anderer Buchstabe, Silbe oder Ideogramm | links nach rechts           | TAKRI LETTER I           | Takri-Buchstabe I         |
| U+11683 (71299) | 𑚃               | anderer Buchstabe, Silbe oder Ideogramm | links nach rechts           | TAKRI LETTER II          | Takri-Buchstabe Ii        |
| U+11684 (71300) | 𑚄               | anderer Buchstabe, Silbe oder Ideogramm | links nach rechts           | TAKRI LETTER U           | Takri-Buchstabe U         |
| U+11685 (71301) | 𑚅               | anderer Buchstabe, Silbe oder Ideogramm | links nach rechts           | TAKRI LETTER UU          | Takri-Buchstabe Uu        |
| U+11686 (71302) | 𑚆               | anderer Buchstabe, Silbe oder Ideogramm | links nach rechts           | TAKRI LETTER E           | Takri-Buchstabe E         |
| U+11687 (71303) | 𑚇               | anderer Buchstabe, Silbe oder Ideogramm | links nach rechts           | TAKRI LETTER AI          | Takri-Buchstabe Ai        |
| U+11688 (71304) | 𑚈               | anderer Buchstabe, Silbe oder Ideogramm | links nach rechts           | TAKRI LETTER O           | Takri-Buchstabe O         |
| U+11689 (71305) | 𑚉               | anderer Buchstabe, Silbe oder Ideogramm | links nach rechts           | TAKRI LETTER AU          | Takri-Buchstabe Au        |
| U+1168A (71306) | 𑚊               | anderer Buchstabe, Silbe oder Ideogramm | links nach rechts           | TAKRI LETTER KA          | Takri-Buchstabe Ka        |
| U+1168B (71307) | 𑚋               | anderer Buchstabe, Silbe oder Ideogramm | links nach rechts           | TAKRI LETTER KHA         | Takri-Buchstabe Kha       |
| U+1168C (71308) | 𑚌               | anderer Buchstabe, Silbe oder Ideogramm | links nach rechts           | TAKRI LETTER GA          | Takri-Buchstabe Ga        |
| U+1168D (71309) | 𑚍               | anderer Buchstabe, Silbe oder Ideogramm | links nach rechts           | TAKRI LETTER GHA         | Takri-Buchstabe Gha       |
| U+1168E (71310) | 𑚎               | anderer Buchstabe, Silbe oder Ideogramm | links nach rechts           | TAKRI LETTER NGA         | Takri-Buchstabe Nga       |
| U+1168F (71311) | 𑚏               | anderer Buchstabe, Silbe oder Ideogramm | links nach rechts           | TAKRI LETTER CA          | Takri-Buchstabe Ca        |
| U+11690 (71312) | 𑚐               | anderer Buchstabe, Silbe oder Ideogramm | links nach rechts           | TAKRI LETTER CHA         | Takri-Buchstabe Cha       |
| U+11691 (71313) | 𑚑               | anderer Buchstabe, Silbe oder Ideogramm | links nach rechts           | TAKRI LETTER JA          | Takri-Buchstabe Ja        |
| U+11692 (71314) | 𑚒               | anderer Buchstabe, Silbe oder Ideogramm | links nach rechts           | TAKRI LETTER JHA         | Takri-Buchstabe Jha       |
| U+11693 (71315) | 𑚓               | anderer Buchstabe, Silbe oder Ideogramm | links nach rechts           | TAKRI LETTER NYA         | Takri-Buchstabe Nya       |
| U+11694 (71316) | 𑚔               | anderer Buchstabe, Silbe oder Ideogramm | links nach rechts           | TAKRI LETTER TTA         | Takri-Buchstabe Tta       |
| U+11695 (71317) | 𑚕               | anderer Buchstabe, Silbe oder Ideogramm | links nach rechts           | TAKRI LETTER TTHA        | Takri-Buchstabe Ttha      |
| U+11696 (71318) | 𑚖               | anderer Buchstabe, Silbe oder Ideogramm | links nach rechts           | TAKRI LETTER DDA         | Takri-Buchstabe Dda       |
| U+11697 (71319) | 𑚗               | anderer Buchstabe, Silbe oder Ideogramm | links nach rechts           | TAKRI LETTER DDHA        | Takri-Buchstabe Ddha      |
| U+11698 (71320) | 𑚘               | anderer Buchstabe, Silbe oder Ideogramm | links nach rechts           | TAKRI LETTER NNA         | Takri-Buchstabe Nna       |
| U+11699 (71321) | 𑚙               | anderer Buchstabe, Silbe oder Ideogramm | links nach rechts           | TAKRI LETTER TA          | Takri-Buchstabe Tta       |
| U+1169A (71322) | 𑚚               | anderer Buchstabe, Silbe oder Ideogramm | links nach rechts           | TAKRI LETTER THA         | Takri-Buchstabe Tha       |
| U+1169B (71323) | 𑚛               | anderer Buchstabe, Silbe oder Ideogramm | links nach rechts           | TAKRI LETTER DA          | Takri-Buchstabe Da        |
| U+1169C (71324) | 𑚜               | anderer Buchstabe, Silbe oder Ideogramm | links nach rechts           | TAKRI LETTER DHA         | Takri-Buchstabe Dha       |
| U+1169D (71325) | 𑚝               | anderer Buchstabe, Silbe oder Ideogramm | links nach rechts           | TAKRI LETTER NA          | Takri-Buchstabe Na        |
| U+1169E (71326) | 𑚞               | anderer Buchstabe, Silbe oder Ideogramm | links nach rechts           | TAKRI LETTER PA          | Takri-Buchstabe Pa        |
| U+1169F (71327) | 𑚟               | anderer Buchstabe, Silbe oder Ideogramm | links nach rechts           | TAKRI LETTER PHA         | Takri-Buchstabe Pha       |
| U+116A0 (71328) | 𑚠               | anderer Buchstabe, Silbe oder Ideogramm | links nach rechts           | TAKRI LETTER BA          | Takri-Buchstabe Ba        |
| U+116A1 (71329) | 𑚡               | anderer Buchstabe, Silbe oder Ideogramm | links nach rechts           | TAKRI LETTER BHA         | Takri-Buchstabe Bha       |
| U+116A2 (71330) | 𑚢               | anderer Buchstabe, Silbe oder Ideogramm | links nach rechts           | TAKRI LETTER MA          | Takri-Buchstabe Ma        |
| U+116A3 (71331) | 𑚣               | anderer Buchstabe, Silbe oder Ideogramm | links nach rechts           | TAKRI LETTER YA          | Takri-Buchstabe Ya        |
| U+116A4 (71332) | 𑚤               | anderer Buchstabe, Silbe oder Ideogramm | links nach rechts           | TAKRI LETTER RA          | Takri-Buchstabe Ra        |
| U+116A5 (71333) | 𑚥               | anderer Buchstabe, Silbe oder Ideogramm | links nach rechts           | TAKRI LETTER LA          | Takri-Buchstabe La        |
| U+116A6 (71334) | 𑚦               | anderer Buchstabe, Silbe oder Ideogramm | links nach rechts           | TAKRI LETTER VA          | Takri-Buchstabe Va        |
| U+116A7 (71335) | 𑚧               | anderer Buchstabe, Silbe oder Ideogramm | links nach rechts           | TAKRI LETTER SHA         | Takri-Buchstabe Sha       |
| U+116A8 (71336) | 𑚨               | anderer Buchstabe, Silbe oder Ideogramm | links nach rechts           | TAKRI LETTER SA          | Takri-Buchstabe Sa        |
| U+116A9 (71337) | 𑚩               | anderer Buchstabe, Silbe oder Ideogramm | links nach rechts           | TAKRI LETTER HA          | Takri-Buchstabe Ha        |
| U+116AA (71338) | 𑚪               | anderer Buchstabe, Silbe oder Ideogramm | links nach rechts           | TAKRI LETTER RRA         | Takri-Buchstabe Rra       |
| U+116AB (71339) | 𑚫                | Markierung ohne Extrabreite             | Markierung ohne Extrabreite | TAKRI SIGN ANUSVARA      | Takri-Zeichen Anusvara    |
| U+116AC (71340) | 𑚬                | Markierung mit Extrabreite              | links nach rechts           | TAKRI SIGN VISARGA       | Takri-Zeichen Visarga     |
| U+116AD (71341) | 𑚭                | Markierung ohne Extrabreite             | Markierung ohne Extrabreite | TAKRI VOWEL SIGN AA      | Takri-Vokalzeichen Aa     |
| U+116AE (71342) | 𑚮                | Markierung mit Extrabreite              | links nach rechts           | TAKRI VOWEL SIGN I       | Takri-Vokalzeichen I      |
| U+116AF (71343) | 𑚯                | Markierung mit Extrabreite              | links nach rechts           | TAKRI VOWEL SIGN II      | Takri-Vokalzeichen Ii     |
| U+116B0 (71344) | 𑚰                | Markierung ohne Extrabreite             | Markierung ohne Extrabreite | TAKRI VOWEL SIGN U       | Takri-Vokalzeichen U      |
| U+116B1 (71345) | 𑚱                | Markierung ohne Extrabreite             | Markierung ohne Extrabreite | TAKRI VOWEL SIGN UU      | Takri-Vokalzeichen Uu     |
| U+116B2 (71346) | 𑚲                | Markierung ohne Extrabreite             | Markierung ohne Extrabreite | TAKRI VOWEL SIGN E       | Takri-Vokalzeichen E      |
| U+116B3 (71347) | 𑚳                | Markierung ohne Extrabreite             | Markierung ohne Extrabreite | TAKRI VOWEL SIGN AI      | Takri-Vokalzeichen Ai     |
| U+116B4 (71348) | 𑚴                | Markierung ohne Extrabreite             | Markierung ohne Extrabreite | TAKRI VOWEL SIGN O       | Takri-Vokalzeichen O      |
| U+116B5 (71349) | 𑚵                | Markierung ohne Extrabreite             | Markierung ohne Extrabreite | TAKRI VOWEL SIGN AU      | Takri-Vokalzeichen Au     |
| U+116B6 (71350) | 𑚶                | Markierung mit Extrabreite              | links nach rechts           | TAKRI SIGN VIRAMA        | Takri-Zeichen Virama      |
| U+116B7 (71351) | 𑚷                | Markierung ohne Extrabreite             | Markierung ohne Extrabreite | TAKRI SIGN NUKTA         | Takri-Zeichen Nukta       |
| U+116B8 (71352) | 𑚸               | anderer Buchstabe, Silbe oder Ideogramm | links nach rechts           | TAKRI LETTER ARCHAIC KHA | Takri-Buchstabe altes Kha |
| U+116C0 (71360) | 𑛀               | Dezimalziffer                           | links nach rechts           | TAKRI DIGIT ZERO         | Takri-Ziffer Null         |
| U+116C1 (71361) | 𑛁               | Dezimalziffer                           | links nach rechts           | TAKRI DIGIT ONE          | Takri-Ziffer Eins         |
| U+116C2 (71362) | 𑛂               | Dezimalziffer                           | links nach rechts           | TAKRI DIGIT TWO          | Takri-Ziffer Zwei         |
| U+116C3 (71363) | 𑛃               | Dezimalziffer                           | links nach rechts           | TAKRI DIGIT THREE        | Takri-Ziffer Drei         |
| U+116C4 (71364) | 𑛄               | Dezimalziffer                           | links nach rechts           | TAKRI DIGIT FOUR         | Takri-Ziffer Vier         |
| U+116C5 (71365) | 𑛅               | Dezimalziffer                           | links nach rechts           | TAKRI DIGIT FIVE         | Takri-Ziffer Fünf         |
| U+116C6 (71366) | 𑛆               | Dezimalziffer                           | links nach rechts           | TAKRI DIGIT SIX          | Takri-Ziffer Sechs        |
| U+116C7 (71367) | 𑛇               | Dezimalziffer                           | links nach rechts           | TAKRI DIGIT SEVEN        | Takri-Ziffer Sieben       |
| U+116C8 (71368) | 𑛈               | Dezimalziffer                           | links nach rechts           | TAKRI DIGIT EIGHT        | Takri-Ziffer Acht         |
| U+116C9 (71369) | 𑛉               | Dezimalziffer                           | links nach rechts           | TAKRI DIGIT NINE         | Takri-Ziffer Neun         |